# فرودگاه هانوفر
فرودگاه هانوفر (به آلمانی: Flughafen Hannover) (یاتا: HAJ، ایکائو: EDDV) یک فرودگاه بین‌المللی در شهر هانوفر مرکز ایالت نیدرزاکسن در کشور آلمان است. این فرودگاه نُهمین فرودگاه پررفت‌وآمد در آلمان است که در لانگنهاگن، در فاصلهٔ ۱۱ کیلومتر (۶٫۸ مایل) شمال مرکز هانوفر قرار دارد. فرودگاه هانوفر پایگاه عملیاتی شرکت‌های هواپیمایی جرمن‌وینگز، کوندور فلوگدینست، سان‌اکسپرس دویچلند و تی‌یوآی‌فلای است.

## شرکت‌های هواپیمایی و مقصدهای پروزای

### مسافربری
| شرکت‌های هواپیمایی         | مقصدهای پروازی |
| ------------------------- | --- |
| اجین ایرلاینز             | فصلی: فرودگاه بین‌المللی آتن، فرودگاه بین‌المللی سالونیک |
| ایر قاهره                 | فرودگاه بین‌المللی غردقه فصلی: فرودگاه بین‌المللی مرسی عالم |
| ایر فرانس                 | فرودگاه شارل دوگل پاریس |
| ایر صربیا                 | فرودگاه بلگراد نیکولا تسلا |
| ایربالتیک                 | فصلی: فرودگاه بین‌المللی ریگا |
| آنادولوجت                 | فرودگاه بین‌المللی صبیحه گوکچن فصلی: فرودگاه بین‌المللی اسن‌بوغا، فرودگاه آنتالیا |
| آسترین ایرلاینز           | فرودگاه بین‌المللی وین |
| بریتیش ایرویز             | فرودگاه هیترو لندن |
| کرندون ایرلاینز           | فرودگاه فوئرته‌ونتورا، فرودگاه گرن کناریا، فرودگاه بین‌المللی غردقه، فرودگاه لانزاروته، فرودگاه پالما د مایورکا، فرودگاه تنریف جنوبی فصلی: فرودگاه آدانا، فرودگاه آنتالیا، فرودگاه میلاس-بودروم، فرودگاه بین‌المللی کورفو، فرودگاه دیاربکر، فرودگاه بین‌المللی هراکلین، فرودگاه عدنان مندرس، فرودگاه بین‌المللی ارکیلت، فرودگاه بین‌المللی جزیره کوس، فرودگاه بین‌المللی مرسی عالم، فرودگاه بین‌المللی رود، فرودگاه چهارشنبه صامسون |
| European Air Charter      | چارتر فصلی: فرودگاه بورگاس، فرودگاه وارنا |
| یورووینگز                 | فرودگاه پالما د مایورکا، فرودگاه بین‌المللی پریشتینا فصلی: فرودگاه گرن کناریا (بازگشایی از ۲۹ اکتبر ۲۰۲۳), فرودگاه تنریف جنوبی (بازگشایی از ۳۰ اکتبر ۲۰۲۳), فرودگاه بین‌المللی سالونیک |
| FlyErbil                  | فرودگاه بین‌المللی اربیل |
| فری‌برد ایرلاینز           | فصلی: فرودگاه آنتالیا |
| کاال‌ام                    | فرودگاه شیپخول آمستردام |
| لوفت‌هانزا                 | فرودگاه بین‌المللی فرانکفورت، فرودگاه مونیخ |
| Mavi Gök Airlines         | چارتر فصلی: فرودگاه آنتالیا |
| نوول‌ایر                   | فصلی: فرودگاه بین‌المللی منستیر – حبیب بورقیبه |
| پگاسوس ایرلاینز           | فرودگاه بین‌المللی صبیحه گوکچن فصلی: فرودگاه آنتالیا |
| هواپیمایی اسکاندیناوی     | فرودگاه کپنهاگ |
| Southwind Airlines        | چارتر فصلی: فرودگاه آنتالیا |
| سان اکسپرس                | فرودگاه آدانا، فرودگاه بین‌المللی اسن‌بوغا، فرودگاه آنتالیا، فرودگاه دیاربکر، فرودگاه عدنان مندرس فصلی: فرودگاه میلاس-بودروم، فرودگاه اوگوزلی، فرودگاه بین‌المللی ارکیلت |
| سوئیس اینترنشنال ایرلاینز | فرودگاه زوریخ |
| تی‌یوآی‌فلای                | فرودگاه رابیل، فرودگاه فوئرته‌ونتورا، فرودگاه بین‌المللی کریستیانو رونالدو، فرودگاه گرن کناریا، فرودگاه بین‌المللی غردقه، فرودگاه لانزاروته، فرودگاه پالما د مایورکا، فرودگاه بین‌المللی امیلکر کبرل، فرودگاه تنریف جنوبی فصلی: فرودگاه بین‌المللی کورفو، فرودگاه دالامان، فرودگاه بین‌المللی النفیضه حمامات (بازگشایی از ۱ مه ۲۰۲۴), فرودگاه فارو، فرودگاه بین‌المللی هراکلین، فرودگاه ایبیزا (اسپانیا), فرودگاه خرس، فرودگاه بین‌المللی جزیره کوس، فرودگاه بین‌المللی لارناکا، فرودگاه منورکا، فرودگاه آراکسوس، فرودگاه بین‌المللی رود |
| تونس ایر                  | فصلی: فرودگاه بین‌المللی دیربا–زارزیس |
| ترکیش ایرلاینز            | فرودگاه استانبول فصلی: فرودگاه آدانا |
| ولوتی                     | فصلی: فرودگاه تولوز–بلانیاک |
| ویولینگ                   | فرودگاه بارسلون-ال پرات |

### باری
| شرکت‌های هواپیمایی      | مقصدهای پروازی                                      |
| ---------------------- | --------------------------------------------------- |
| ای‌اس‌ال ایرلاینز فرانسه | فرودگاه برلین براندنبورگ، فرودگاه شارل دوگل پاریس   |
| ای‌اس‌ال ایرلاینز ایرلند | فرودگاه بین‌المللی کاتوویتسه، فرودگاه میلانو مالپنسا |
| فدکس اکسپرس            | فرودگاه شارل دوگل پاریس                             |